# 職業訓練 (受刑者等の作業)
職業訓練（しょくぎょうくんれん）とは、懲役受刑者に対して、職業に関する免許や資格を取得させたり、職業に必要な知識や技能を習得させることを目的とする訓練である。刑事施設の長が懲役受刑者ごとに指定する作業の一つである。

## 根拠法令
刑事収容施設及び被収容者等の処遇に関する法律（（平成17年法律第50号））の第94条第2項に、
受刑者に職業に関する免許若しくは資格を取得させ、又は職業に必要な知識及び技能を習得させる必要がある場合において、相当と認めるときは、これらを目的とする訓練を作業として実施する。
とある。ここで規定されている訓練に関しては、「受刑者等の作業に関する訓令」（法務省矯正訓第3327号）の第2条、
この訓令において使用する用語は，刑事収容施設及び被収容者等の処遇に関する法律（平成17年法律第50号。以下「法」という。）において使用する用語の例による。
並びに、第3条第3号、
職業訓練（法第94条第2項の規定により作業として実施する訓練をいう。以下同じ。）
における記述により、職業訓練が規定されている。

## 職業訓練の種類

### 専門職業訓練
職業に関する免許もしくは資格の取得、または高度な職業的知識及び技能を習得させる職業訓練を専門職業訓練という。以下の3種目がある。
- 矯正局長が定める職業訓練基準の種目
- 関係行政機関から養成施設として指定を受けた種目
- 上記の種目以外で刑事施設の長が特に必要と認める種目

### 標準職業訓練
職業的知識及び技能を習得させる職業訓練を標準職業訓練という。以下の2種目がある。
- 矯正局長が定める職業訓練基準の種目
- 上記の種目以外で刑事施設の長が必要と認める種目

## 職種
1年間の訓練期間を標準として、職業訓練基準が定められており、訓練種目には、以下の科がある。
- 園芸科
- 造園科
- 塑性加工科（板金科）
- 溶接科
- 構造物鉄工科
- 機械加工科（機械科）
- 精密加工科
- 機械製図科
- 電子機器科
- 電気機器科
- コンピュータ制御科（数値制御機械科）
- 電気工事科
- 自動車整備科
- 自動車車体整備科
- 製材機械整備科
- 建設機械整備科
- 農業機械整備科
- 縫製機械整備科
- 織布科
- 織機調整科
- 染色科
- ニット科
- 洋裁科
- 縫製科
- 和裁科
- 寝具科
- 木工科
- 紙器製造科
- 製版科
- 印刷科
- 製本科
- プラスチック製品成型科
- 鞄製造科
- ガラス製品製造科
- 石材加工科
- 製麺科
- パン・菓子製造科
- 水産加工科
- 発酵製品製造業
- 木造建築科
- 枠組み壁建築科
- とび科
- 鉄筋コンクリート施工科
- プレハブ建築科
- 建築設計科
- 屋根施工科
- スレート施工科
- 建築板金科
- 防水施工科
- サッシ・ガラス施工科
- 畳科
- インテリア・サービス科
- 床仕上施工科
- 表具科
- 左官・タイル施工科
- ブロック施工科
- 配管科
- 住宅設備機器科
- 土木施工科
- 測量・設計科
- ビル管理科
- ボイラー運転科
- クレーン運転科
- 建設機械運転科
- 木材工芸科
- 漆器科
- 貴金属・宝石科
- 金属塗装科
- 木工塗装科
- 建築塗装科
- 広告美術科
- 工業デザイン科
- 商業デザイン科
- 義肢・装具科
- 経理事務科
- 一般事務科
- OA事務科
- 介護サービス科
- 理容科
- 美容科
- OAシステム科
- ソフトウェア管理科（情報処理科）
- データベース管理科
- プログラム設計科
- システム設計科
- データベース設計科
- 陶磁器製造科
- 竹工芸科

## 職業訓練の方法

### 総合訓練
刑事施設に現に収容されている受刑者に加えて、当該刑事施設以外の刑事施設に収容されていた受刑者を移送により受け入れて行う専門職業訓練をいう。総合訓練を行う刑事施設を総合訓練施設という。

### 集合訓練
刑事施設に現に収容されている受刑者に加えて、主として当該刑事施設の所在地を管轄する矯正管区の管轄区域内にある他の刑事施設（以降、管内他施設）に収容されていた受刑者に対して行う職業訓練をいう。集合訓練を行う刑事施設を集合訓練施設という。

### 自庁訓練
刑事施設に現に収容されている受刑者に対して行う職業訓練をいう。

## 訓練生

### 訓練生の選定
職業訓練を受ける者（以降、訓練生）は、刑事施設の長が以下のすべてに該当する受刑者の中から選定する。
- 職業訓練を受けることを希望していること。
- 残刑期が職業訓練に必要な期間を超えていること。
- 職業訓練に堪えられる健康状態にあること。
- 受刑態度が良好であり、改善更生の意欲が高いと認められること。
- 適性検査の結果、職業訓練に必要な適性があると認められること。
- 受験しようとする免許または資格の受験資格を有していること（専門職業訓練を行う者に限る）。

### 訓練生の除外
訓練生が以下の何れかに該当する場合、刑事施設の長は職業訓練を行わせないことができる。
- 精神または身体の障害により職業訓練を行うことが困難になったとき。
- 反則行為その他の改善更生の意欲が欠如していると認められる行為があったとき。
- 職業訓練に必要な適性がないことが判明したとき。
- その他職業訓練を行うことが不適当な理由があるとき。

### 職業訓練の修了
職業訓練の修了が認められた訓練生に対して、刑事施設の長より修了証書が授与される。

## 職業訓練を実施する刑事施設
刑事施設は、必要があれば技能訓練所の名称を用いることができる。刑事施設において職業訓練を担当する者は、法務技官（作業専門官）公安職である。応募資格（2009年度法務技官（作業専門官）選考受験案内）については、技能士または職業訓練指導員免許もしくはこれと同等以上の資格または技能を有すること、ただし、大学工学部等の専門学部または職業能力開発総合大学校長期課程の卒業者（見込み含む）以外は、実務経験が必要となる。

### 総合訓練施設
以下の8施設は、総合訓練施設として指定されている。
- 山形刑務所 →　出羽技能訓練所
- 福井刑務所 →　足羽技能訓練所
- 山口刑務所 →　錦技能訓練所
- 松山刑務所 →　春日技能訓練所
- 函館少年刑務所 →　宇賀浦技能訓練所
- 川越少年刑務所 →　初雁技能訓練所
- 奈良少年刑務所 →　若草技能訓練所
- 佐賀少年刑務所 →　天山技能訓練所

### その他の施設
その他の施設は以下の通りである。
- 札幌刑務所 →　東栄技能訓練所
- 札幌刑務支所 →　石狩技能訓練所
- 旭川刑務所 →　旭ヶ丘技能訓練所
- 帯広刑務所 →　緑ヶ丘技能訓練所
- 釧路刑務支所 →　鶴ヶ丘技能訓練所
- 網走刑務所 →　能取技能訓練所
- 月形刑務所 →　月ヶ丘技能訓練所
- 青森刑務所 →　藤戸技能訓練所
- 宮城刑務所 →　若林技能訓練所
- 秋田刑務所 →　千秋技能訓練所
- 福島刑務所 →　上原技能訓練所
- 福島刑務支所 →　吾妻技能訓練所
- 盛岡少年刑務所 →　杜陵技能訓練所
- 水戸刑務所 →　常陸技能訓練所
- 栃木刑務所 →　あさひ技能訓練所、栃木美容専門学院
- 黒羽刑務所 →　那須技能訓練所
- 喜連川社会復帰促進センター →　さくら技能訓練所
- 前橋刑務所 →　三山技能訓練所
- 千葉刑務所 →　貝塚技能訓練所
- 市原刑務所 →　磯ヶ谷技能訓練所
- 八王子医療刑務所 →　子安ヶ丘技能訓練所
- 府中刑務所 →　晴見技能訓練所
- 横浜刑務所 →　港南技能訓練所
- 横須賀刑務支所 →　湘南技能訓練所
- 新潟刑務所 →　越後技能訓練所
- 甲府刑務所 →　堀之内技能訓練所
- 長野刑務所 →　千曲技能訓練所
- 静岡刑務所 →　静北技能訓練所
- 松本少年刑務所 →　中原技能訓練所
- 東京拘置所 →　葛飾技能訓練所
- 富山刑務所 →　雄峰技能訓練所
- 金沢刑務所 →　紫錦台技能訓練所
- 岐阜刑務所 →　長良技能訓練所
- 笠松刑務所 →　美笠専門学院
- 岡崎医療刑務所 →　上地技能訓練所
- 名古屋刑務所 →　三好技能訓練所
- 三重刑務所 →　桜ヶ丘技能訓練所
- 滋賀刑務所 →　近江技能訓練所
- 京都刑務所 →　洛峰技能訓練所
- 大阪刑務所 →　泉陵技能訓練所
- 神戸刑務所 →　明石技能訓練所
- 加古川刑務所 →　日岡山技能訓練所
- 播磨社会復帰促進センター →　八幡技能訓練所
- 和歌山刑務所 →　わか技能訓練所
- 姫路少年刑務所 →　琴ヶ丘技能訓練所
- 大阪拘置所 →　都島技能訓練所
- 鳥取刑務所 →　因幡技能訓練所
- 松江刑務所 →　備前技能訓練所
- 島根あさひ社会復帰促進センター →　石見技能訓練所
- 岡山刑務所 →　鯉城技能訓練所
- 広島刑務所 →　玉の浦技能訓練所
- 尾道刑務支所 →　姫山技能訓練所
- 岩国刑務所 →　錦技能訓練所
- 美祢社会復帰促進センター →　みしめ技能訓練所
- 徳島刑務所 →　城山技能訓練所
- 高松刑務所 →　屋島技能訓練所
- 高知刑務所 →　致道技能訓練所
- 北九州医療刑務所 →　葉山技能訓練所
- 福岡刑務所 →　宝満技能訓練所
- 麓刑務所 →　浄水技能訓練所
- 佐世保刑務所 →　西海技能訓練所
- 長崎刑務所 →　本明技能訓練所
- 熊本刑務所 →　白川技能訓練所
- 大分刑務所 →　二豊技能訓練所
- 宮崎刑務所 →　黒潮技能訓練所
- 鹿児島刑務所 →　錦江技能訓練所
- 沖縄刑務所 →　月代技能訓練所